# Élections législatives partielles au cours de la VIe législature de la Cinquième République française
Des élections législatives partielles ont eu lieu durant la VIe législature de l'Assemblée nationale.

## Liste
| # | Dates de l’élection     | Circonscription            | Député élu lors des élections législatives de 1978 | Parti | Parti | Député élu ou réélu lors des élections législatives partielles | Parti | Parti | Raison                                                           |
| - | ----------------------- | -------------------------- | -------------------------------------------------- | ----- | ----- | -------------------------------------------------------------- | ----- | ----- | ---------------------------------------------------------------- |
| 1 | 16 et 23 juillet 1978   | 9e de la Seine-Saint-Denis | Marie-Thérèse Goutmann                             |       | PCF   | Marie-Thérèse Goutmann                                         |       | PCF   | Annulation de l'élection sur décision du Conseil constitutionnel |
| 2 | 20 août 1978            | 2e du Gers                 | André Cellard                                      |       | PS    | André Cellard                                                  |       | PS    | Annulation de l'élection sur décision du Conseil constitutionnel |
| 3 | 3 et 10 septembre 1978  | 4e du Pas-de-Calais        | Claude Wilquin                                     |       | PS    | Claude Wilquin                                                 |       | PS    | Annulation de l'élection sur décision du Conseil constitutionnel |
| 4 | 17 et 24 septembre 1978 | 1re de Meurthe-et-Moselle  | Jean-Jacques Servan-Schreiber                      |       | UDF   | Yvon Tondon                                                    |       | PS    | Annulation de l'élection sur décision du Conseil constitutionnel |
| 5 | 24 et 1er octobre 1978  | 16e de Paris               | Christian de La Malène                             |       | RPR   | Edwige Avice                                                   |       | PS    | Annulation de l'élection sur décision du Conseil constitutionnel |

## Élections partielles en 1978

### Neuvième circonscription de la Seine-Saint-Denis
|                    |                        |                    | Premier tour | Premier tour | Second tour | Second tour |
| ------------------ | ---------------------- | ------------------ | ------------ | ------------ | ----------- | ----------- |
| Inscrits           | Inscrits               | Inscrits           | 123 682      |              | 123 666     |             |
| Suffrages exprimés | Suffrages exprimés     | Suffrages exprimés | 55 047       |              | 63 934      |             |
|                    |                        |                    |              |              |             |             |
|                    | Candidat               | Parti              | Suffrages    | Pourcentage  | Suffrages   | Pourcentage |
|                    | Marie-Thérèse Goutmann | PCF                | 27 110       | 49,25 %      | 32 515      | 50,86 %     |
|                    | Raymond Valenet        | RPR                | 25 976       | 47,19 %      | 31 419      | 49,14 %     |
|                    | Alain Bourdeau         | RUC                | 806          | 1,46 %       |             |             |
|                    | Claude Briard          | FN                 | 744          | 1,35 %       |             |             |
|                    | Patrick Chaponnais     | PFN                | 405          | 0,74 %       |             |             |
|                    | Autres candidats       | -                  | 6            | 0,01 %       |             |             |

### Deuxième circonscription du Gers
| Inscrits           | Inscrits           | Inscrits                | 62 316    |             |  |  |
| Suffrages exprimés | Suffrages exprimés | Suffrages exprimés      | 48 081    |             |  |  |
|                    |                    |                         |           |             |  |  |
|                    | Candidat           | Parti                   | Suffrages | Pourcentage |  |  |
|                    | André Cellard      | PS                      | 25 138    | 52,28 %     |  |  |
|                    | Maurice Mességué   | Majorité présidentielle | 22 943    | 47,72 %     |  |  |

### Quatrième circonscription du Pas-de-Calais
|                    |                    |                    | Premier tour | Premier tour | Second tour | Second tour |
| ------------------ | ------------------ | ------------------ | ------------ | ------------ | ----------- | ----------- |
| Inscrits           | Inscrits           | Inscrits           | 64 763       |              | 64 755      |             |
| Suffrages exprimés | Suffrages exprimés | Suffrages exprimés | 51 549       |              | 53 703      |             |
|                    |                    |                    |              |              |             |             |
|                    | Candidat           | Parti              | Suffrages    | Pourcentage  | Suffrages   | Pourcentage |
|                    | Claude Wilquin     | PS                 | 25 346       | 49,17 %      | 32 192      | 59,94 %     |
|                    | Léonce Deprez      | UDF-PR             | 15 510       | 30,09 %      | 21 511      | 40,06 %     |
|                    | Christian Tuaillon | RPR                | 7 400        | 14,36 %      |             |             |
|                    | Alberte Monteux    | PCF                | 3 293        | 6,39 %       |             |             |

## Élections partielles en 1981

### Quatrième circonscription de l'Eure
|                    |                        |                        | Premier tour | Premier tour | Second tour | Second tour |
| ------------------ | ---------------------- | ---------------------- | ------------ | ------------ | ----------- | ----------- |
| Inscrits           | Inscrits               | Inscrits               | 70 633       |              | 70 730      |             |
| Suffrages exprimés | Suffrages exprimés     | Suffrages exprimés     | 42 715       |              | 47 855      |             |
|                    |                        |                        |              |              |             |             |
|                    | Candidat               | Parti                  | Suffrages    | Pourcentage  | Suffrages   | Pourcentage |
|                    | Jacques Tailleur       | RPR, soutenu par l'UDF | 17 012       | 39,83 %      | 25 116      | 52,48 %     |
|                    | Marcel Larmanou        | PCF                    | 11 653       | 27,28 %      | 22 739      | 47,52 %     |
|                    | Freddy Deschaux-Beaume | PS                     | 11 251       | 26,34 %      |             |             |
|                    | Nicolas Nitsch         | PSD                    | 790          | 1,85 %       |             |             |
|                    | Pierre Surgeon         | FN                     | 725          | 1,7 %        |             |             |
|                    | Pierre Batteux         | LO                     | 599          | 1,4 %        |             |             |
|                    | Georges Bellien        | Radical indépendant    | 378          | 0,88 %       |             |             |
|                    | Jack Houdet            | LCR                    | 307          | 0,72 %       |             |             |